# Walram 2. af Nassau
Walram 2. af Nassau (født omkring 1220, død 24. januar 1276) var greve af Nassau fra 1251, fra 1255 var han dog kun greve af de dele af Nassau, der ligger syd for floden Lahn. 

## Forældre
Walram 2. var den ældste søn af Henrik den rige af Nassau og Mathilde af Geldern-Zütphen.

## Ægteskab og børn
Walram 2. giftede sig med Adelheid von Katzenelnbogen.
Deres søn Adolf af Nassau var konge af Tyskland fra 1292 til 1298. 